# Spicy Friday
Spicy Friday（スパイシー フライデー）はAIR-G'（エフエム北海道）の金曜日に放送されていた番組。2006年4月放送開始。船守さちこにとって北海道でのラジオ番組のレギュラー出演は、アナウンサー時代STVラジオでの『船守さちこのスーパーランキング』以来となる。2009年3月27日をもって放送終了。

## 放送時間
- 金曜 11:30 - 16:30

## 出演者
- パーソナリティ：船守さちこ
- レポーター：花園ゆき

## タイムテーブル

### 第一部
11:30　番組開始
11:30　ミュージック・ニュース
11:55　道新ヘッドラインニュース
12:04　レポート
12:30　今週のブックマーク
12:50　20世紀BOX
13:05　ラディ・メルカート（FMラジオショッピング）
13:26　TRACK BACK
（ここまで第一部）
13:35　Sweet Heart Box（提供：ニッテン）
13:45　万世閣 T3 ティーキュービック（提供：万世閣）
13:55　道新ヘッドラインニュース

### 第二部
14:15　交通情報（提供：パチンコひまわり、北海道開発局小樽開発建設部）
14:35　いいあすスタイル（提供：大和ハウス工業札幌支社（イーアス札幌））
14:55　Eternity
15:00　ゲストコーナー
15:25　ラディ・メルカート（FMラジオショッピング）
15:45　MOTTO ReraKamuy
16:08　交通情報（提供：北洋銀行、カーセブン）
16:11　SMILE SAFETY PROJECT
16:30　エンディング　　